# Высоковское сельское поселение (Рязанский район)
Высоковское сельское поселение — муниципальное образование (сельское поселение) в Рязанском районе Рязанской области.
Административный центр — село Высокое.

## История
Высоковское сельское поселение образовано в 2006 г.

## Население
| 2010  | 2012  | 2013  | 2014  | 2015  | 2016  | 2017  |
| ----- | ----- | ----- | ----- | ----- | ----- | ----- |
| 1692  | ↘1689 | ↘1675 | ↗1678 | ↘1666 | ↗1668 | ↘1642 |
| 2018  | 2019  | 2020  | 2021  |       |       |       |
| ↗1644 | ↘1608 | ↘1580 | ↗1596 |       |       |       |

## Состав сельского поселения
| № | Населённый пункт   | Тип населённого пункта       | Население |
| - | ------------------ | ---------------------------- | --------- |
| 1 | Волдыревка         | деревня                      | 5         |
| 2 | Высокое            | село, административный центр | ↘724      |
| 3 | Демкино            | деревня                      | ↘1        |
| 4 | Учхоза «Стенькино» | посёлок                      | ↗962      |